# Parafia Świętych Teresy od Dzieciątka Jezus i Męczenników Rzymskich w Warszawie
Parafia Świętych Teresy od Dzieciątka Jezus i Męczenników Rzymskich w Warszawie – parafia rzymskokatolicka należąca do dekanatu ursuskiego, archidiecezji warszawskiej, metropolii warszawskiej Kościoła katolickiego, w Warszawie. Obsługiwana przez księży archidiecezjalnych. 

## Obszar parafii
Parafia obejmuje swoim zasięgiem teren Nowych Włoch ograniczony od wszystkich stron torami kolejowymi.

## Historia
Parafia została erygowana w 1934, a jej pierwszym proboszczem został ksiądz Julian Chrościcki, który obowiązki swe pełnił do roku 1973. Parafia obejmowała teren dzisiejszych Nowych i Starych Włoch. W 1957 roku drewniana kaplica – pierwsza parafialna świątynia – została przeniesiona (w związku z budową obecnego kościoła) na osiedle Stare Włochy. Tym samym utworzono filię parafii, którą opiekowali się saletyni. Ostatecznie 1 września 1976 filia stała się samodzielną parafią.  

### Kościół parafialny
Budowa obecnego kościoła rozpoczęła się w roku 1946. Pierwszą mszę odprawiono w nim 8 grudnia 1953, a od początku 1958 roku wszystkie nabożeństwa odbywały się już w nowym kościele. Konsekracji kościoła dokonał 24 czerwca 1965 roku Stefan Wyszyński. 
W bocznych nawach kościoła znajdują się dwa monumentalne obrazy Michaela Willmanna z ok. 1700: „Męczeństwo Św. Judy Tadeusza” i „Męczeństwo Św. Jakuba Młodszego”. Pochodzą one z Opactwa Cystersów w Lubiążu. 

### Cmentarz
Do parafii należy cmentarz parafialny.

## Proboszczowie
| Ksiądz               | Lata pracy |
| -------------------- | ---------- |
| Julian Chrościcki    | 1934–1973  |
| Henryk Miastowski    | 1973–1993  |
| Jan Mężyński         | 1993–2009  |
| Zygmunt Niewęgłowski | 2009–      |